# Oranje wortelboorder
De oranje wortelboorder (Triodia sylvina) is een nachtvlinder uit de familie Hepialidae (wortelboorders). 

## Uiterlijk
De voorvleugels van het mannetje zijn oranjebruin met twee diagonale witte strepen die een omgekeerde V vormen maar elkaar niet raken. De vleugels van het vrouwtje zijn meer grijsbruin en minder contrastrijk gekleurd. De spanwijdte bedraagt tussen de 30 en 50 millimeter. Vrouwtjes zijn beduidend groter dan de mannetjes, maar de grootte is erg variabel.

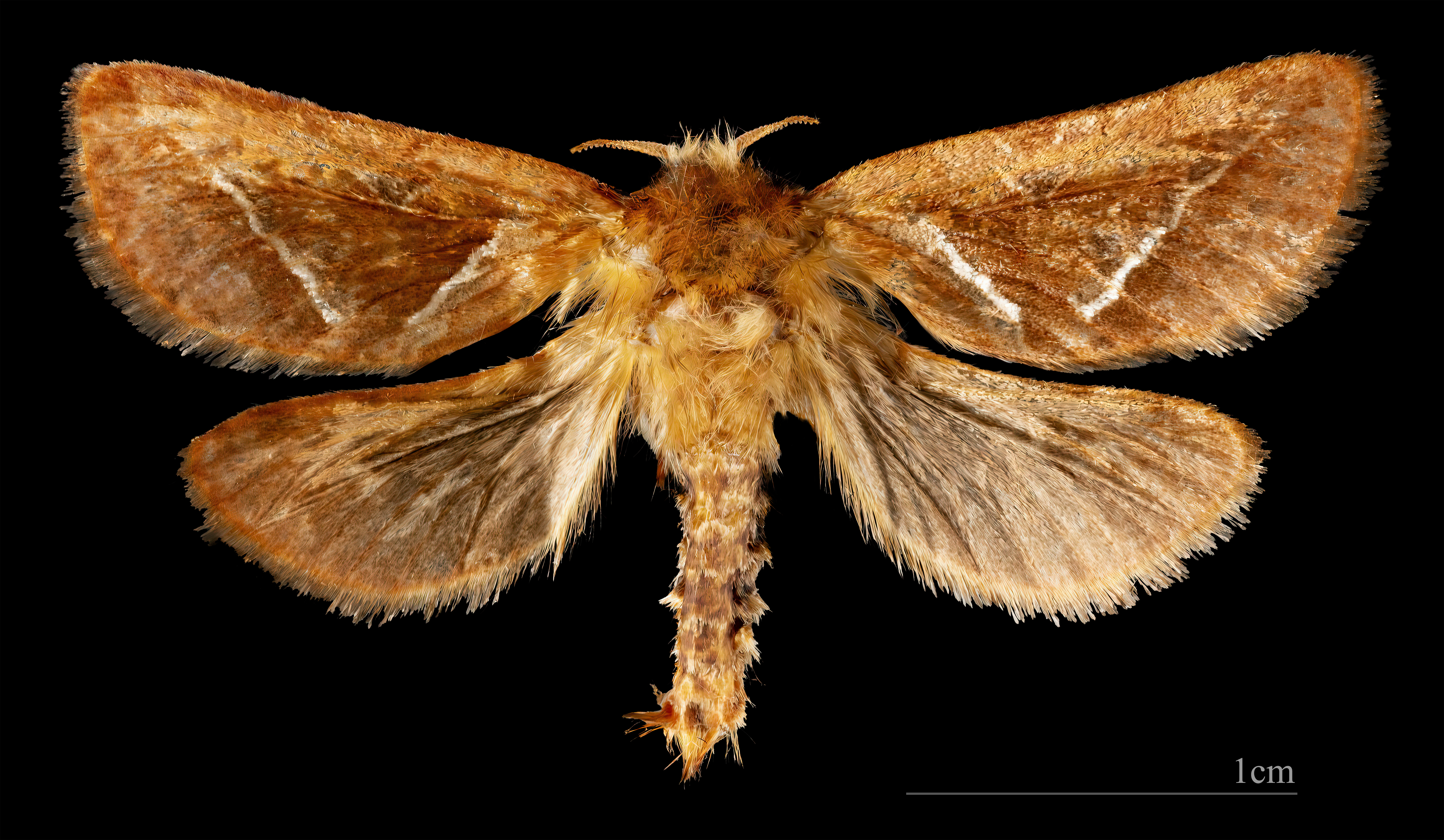
♂
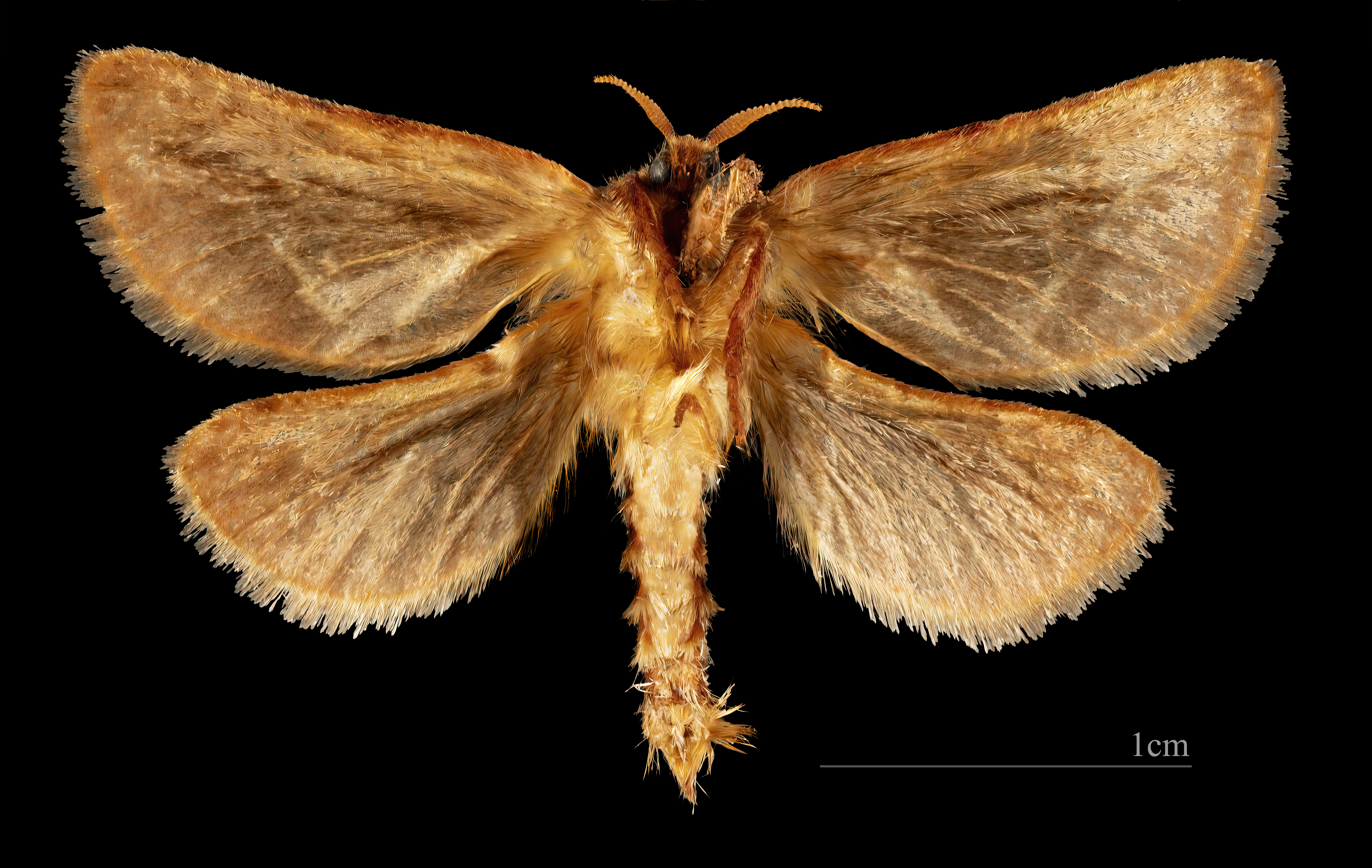
♂ △
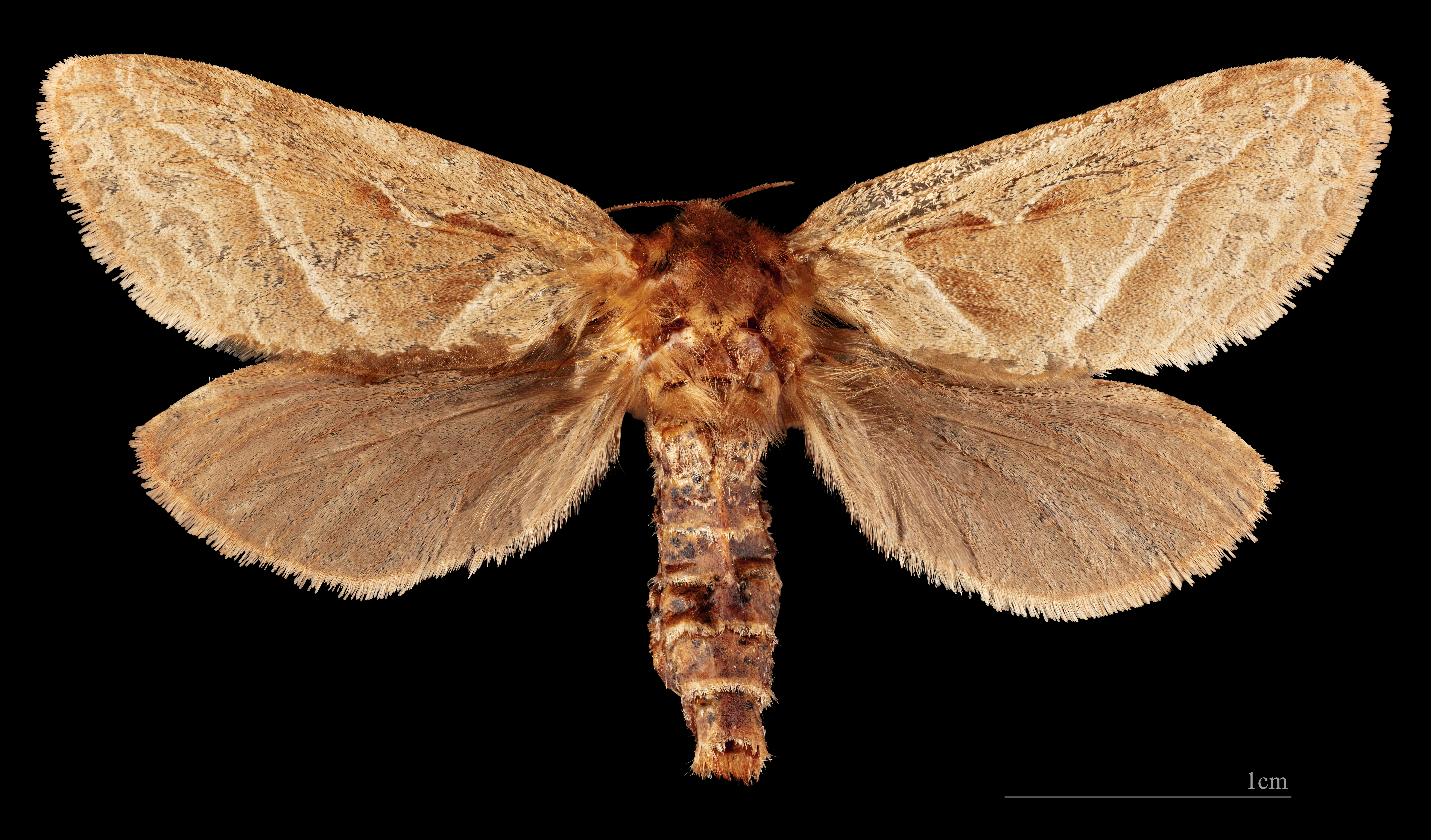
♀
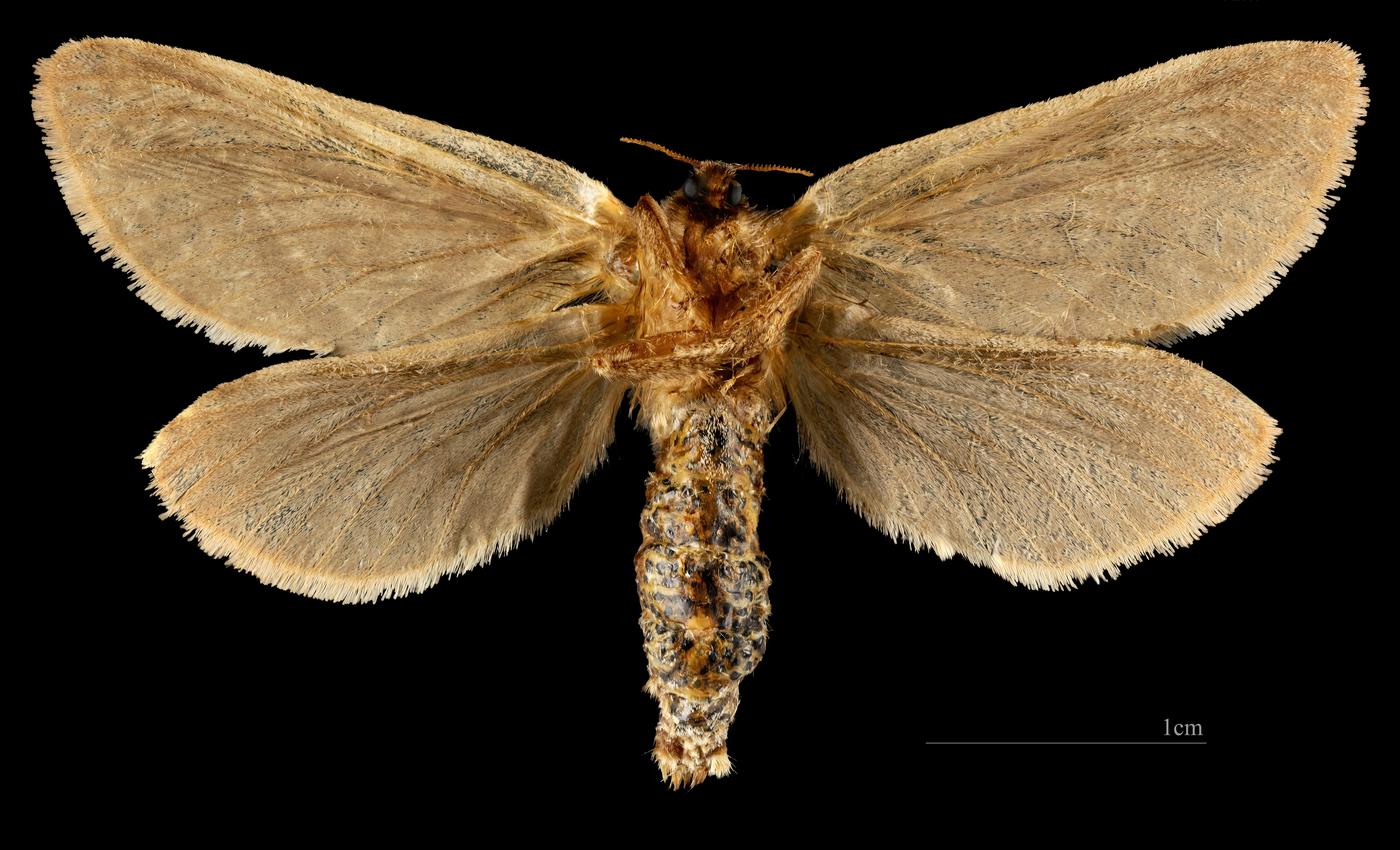
♀ △

De rups is vuilwit gekleurd met een oranjebruine kop.

## Voorkomen
Het is een algemene soort. De vlinder komt in heel Europa voor, het verspreidingsgebied eindigt bij de Oeral.

## Vliegtijd en waardplanten
De vlinder vliegt in één generatie per jaar van juli tot en met september. De rups is te vinden van september tot juni en overwintert tweemaal op de wortels van zijn waardplanten; gras, paardenbloem, adelaarsvaren en zuring. Vervolgens verpopt hij zich in de grond.

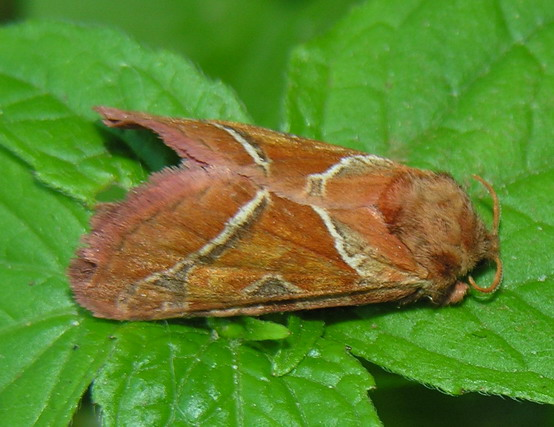
Mannetje

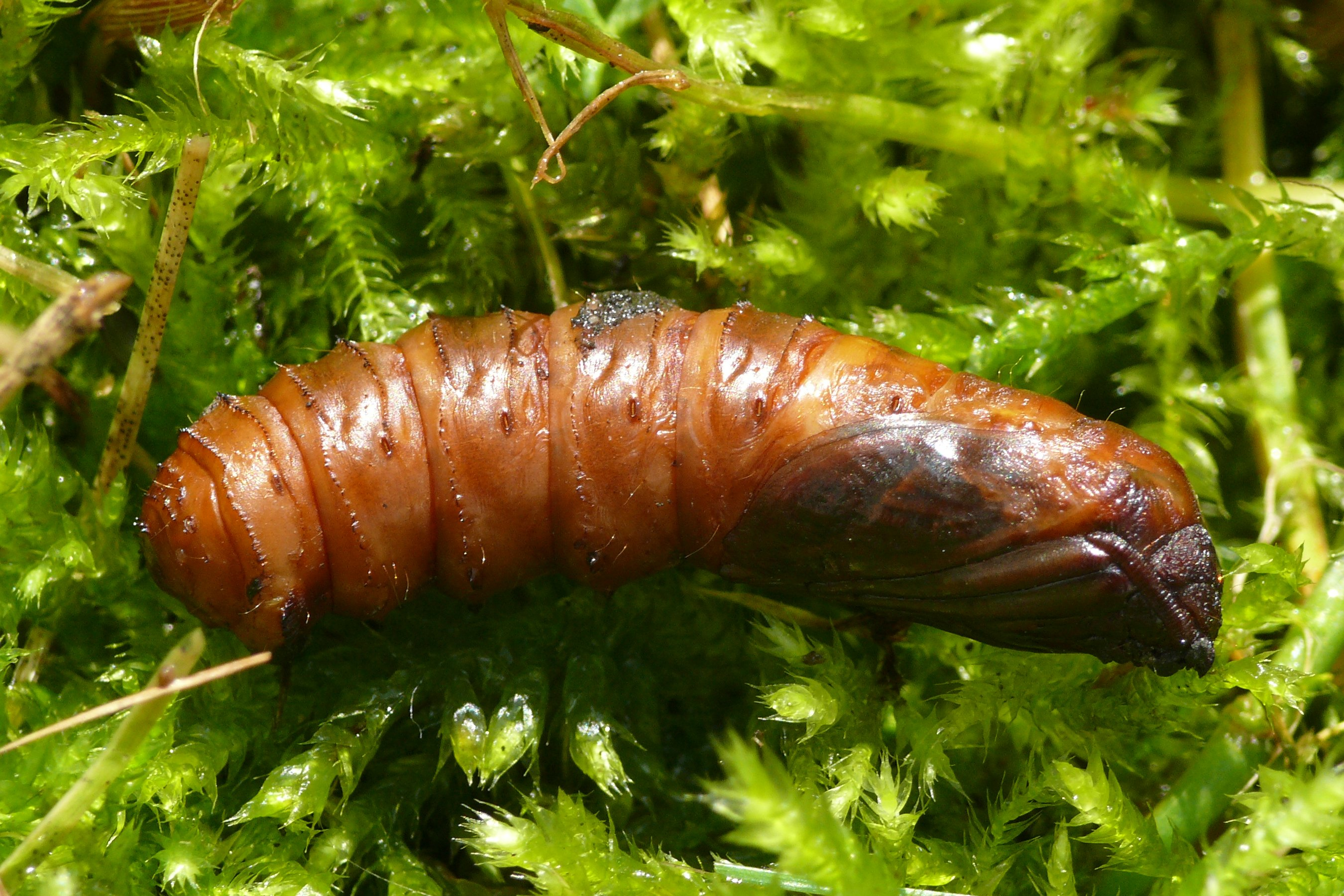
Vrouwelijke pop